# Christ Church Cathedral (Vancouver)

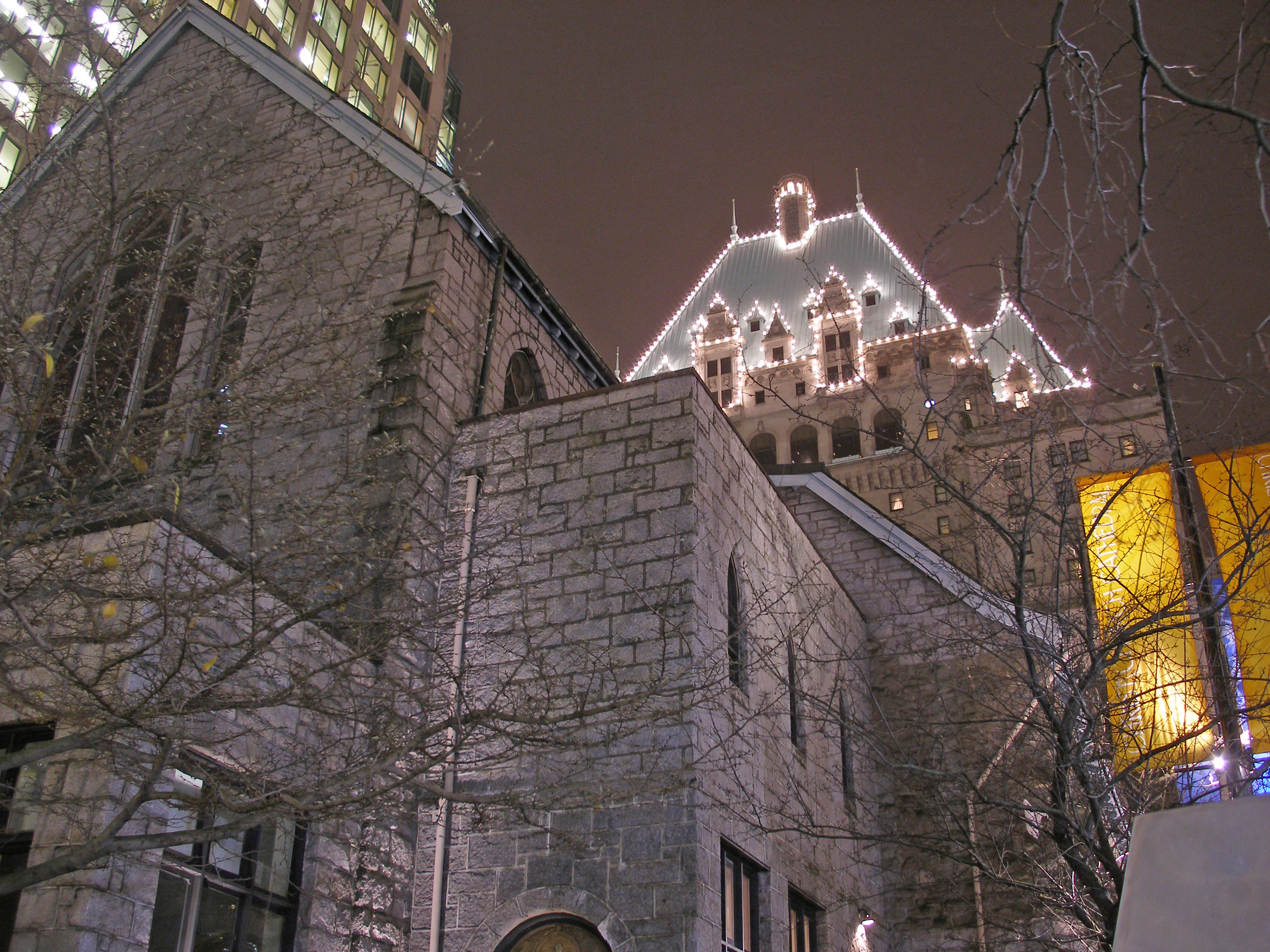
A Christ Church Cathedral com o Hotel Vancouver ao fundo

A Christ Church Cathedral é uma catedral anglicana em Vancouver, Colúmbia Britânica, Canadá. A catedral foi construída em 1889 e apelidada de "casa-raiz". Nessa altura só a parte mais baixa da igreja estava construída e as cerimónias realizavam-se aí. Eventualmente, a construção continuou e a pedra angular da catedral foi colocada em 28 de Julho de 1894.
O antigo deão e reitor, até 1994, era Michael Ingham, que é actualmente bispo da Diocese de New Westminster. O actual deão e reitor da catedral é Peter Elliott.